# Sông Tích
Sông Tích tên đầy đủ là Tích Lịch Giang (sông Sấm Sét) còn gọi là sông Con (khi so sánh với sông Hồng-sông Cái), là phụ lưu cấp I của sông Đáy, thuộc hệ thống sông Hồng, bắt nguồn từ dãy núi Ba Vì, đầu nguồn là hồ Suối Hai, hồ Đồng Mô .
Sông Tích chảy theo hướng Tây Bắc - Đông Nam, bên hữu ngạn sông Đáy, qua các huyện và thị xã của Hà Nội là: Ba Vì, Sơn Tây, Phúc Thọ, Thạch Thất, Quốc Oai, Chương Mỹ. Dọc hai bên bờ sông Tích có nhiều địa điểm du lịch văn hóa lịch sử: khu du lịch nghỉ dưỡng hồ Suối Hai, làng cổ Đường Lâm, Đền Và, trại tù Sơn Tây, thành cổ Sơn Tây, khu du lịch Đồng Mô - Ngải Sơn, Ao Vua. Chiều dài dòng chính của sông Tích là 91km (tổng chiều dài toàn lưu vực sông Tích là 110km), diện tích lưu vực 1330km². Trên lưu vực sông Tích, có các hồ Đồng Mô - Ngải Sơn (rộng 1.260 ha), hồ Suối Hai (671 ha), hồ Xuân Khanh (104 ha) góp nước cho con sông này. Sông Tích có rất nhiều tài nguyên thủy sản như tôm, cá, con trai, hến... Đây là nguồn lợi thủy sản nước ngọt cho cư dân sinh sống trong lưu vực sông đánh bắt, gia tăng thu nhập. Sản lượng thủy sản của Sông Tích hằng năm có thể đạt hàng trăm tấn.
Tuy nhiên hiện nay dòng sông của xứ Đoài mộng mơ này đang bị chính những cư dân của nó làm ô nhiễm, từ các nguồn nước thải sinh hoạt, rác thải, cho tới nước thải công nghiệp, làm đe dọa nghiêm trọng tới các sinh vật sống trong lưu vực dòng sông. Điển hình là trước đây dòng sông là nơi sinh sống, phát triển với mật độ dày do phù sa sông của loài hến, tuy nhiên do xả nước thải độc hại phía đầu nguồn, sự khai thác quá mức mà loài này trở lên ít đi, dần dần khan hiếm.
Sông Tích còn chảy qua các khu vực có những di tích lịch sử văn hóa đặc biệt như đền thờ Phùng Hưng, Thành cổ Sơn Tây, Làng cổ Đường Lâm, quán thờ Lê Ngân, Đỗ Bí, Lý Triện (xã Tốt Động, huyện Chương Mỹ).